# زنان در کویت
زنان در کویت (انگلیسی: Women in Kuwait) جزو ممتازترین زنان منطقه خاورمیانه هستند. در سال‌های ۲۰۱۴ و ۲۰۱۵، کویت در گزارش جهانی فاصله جنسیتی در رتبه اول قرار گرفت.
در سال ۲۰۱۳، پنجاه و سه درصد از زنان کویتی در نیروی کار این کشور مشارکت داشتند. زنان کویتی بیش از تعداد مردان در نیروی کار حضور دارند. از زمان کشف نفت، زنان کویتی تغییرات بسیاری را تجربه کرده‌اند. آنها در فعالیت‌های رسمی سیاسی و اجتماعی تاریخی طولانی دارند. این فعالیت‌ها از دهه ۱۹۶۰ آغاز شده و تا به امروز ادامه دارد. از دهه ۱۹۵۰ دسترسی آنها به تحصیل و اشتغال به‌طور چشمگیری افزایش یافت.